# 박광수 (영화 감독)
박광수(朴光洙, Park Gwang Su, 1955년 1월 22일 ~ , 강원도 속초)는 대한민국의 영화 감독이자 영화 각본가, 영화 제작자이다.

## 학력
- 서울대학교 조소과 학사 졸업
- 파리영화학교 영화예술학과 학사 졸업

## 생애
1974년 영화평론가 첫 등단하였고 이듬해 1975년 연극배우 데뷔한 적이 있으며 1년 후 1976년 미술평론가 등단하였고 1982년 대학 영화동아리에서 얄랴셩 극단 출신들을 규합하여 '서울영화집단'을 만들어 비판적 리얼리즘에 입각한 영화제작 및 이론을 지향해온 그는 1988년 《칠수와 만수》로 영화 분야에 정식 데뷔하였다. 《그들도 우리처럼》, 《베를린 리포트》, 《그 섬에 가고 싶다》, 《아름다운 청년 전태일》, 《이재수의 난》등 많은 영화를 만들었다. 부산영상위원회 운영위원장이고, 2001년부터 한국예술종합학교 영상원 영화과 교수로 재직하고 있다.

## 작품

### 감독
- 1988년 《칠수와 만수》
- 1990년 《그들도 우리처럼》
- 1991년 《베를린 리포트》
- 1993년 《그 섬에 가고 싶다》
- 1995년 《아름다운 청년 전태일》
- 1999년 《이재수의 난》
- 2003년 《여섯개의 시선》
- 2007년 《눈부신 날에》

## 수상
- 1988년 한국예술평론가협회 오늘의 예술가상
- 1988년 로카르노국제영화제 젊은비평가상
- 1989년 제25회 백상예술대상 영화부문 신인감독상
- 1989년 제27회 대종상 신인감독상
- 1989년 제9회 한국영화평론가협회상 신인감독상
- 1990년 3대륙영화제 심사위원특별상
- 1990년 제11회 청룡영화상 최우수작품상
- 1991년 싱가포르국제영화제 최우수 아시아 영화상
- 1991년 제11회 한국영화평론가협회상 감독상 《그들도 우리처럼》
- 1993년 3대륙영화제 관객상
- 1995년 제6회 춘사영화상 감독상 《아름다운 청년 전태일》
- 1995년 한국예술평론가협회 최우수예술가상 영화부문상
- 1995년 제16회 청룡영화상 감독상
- 1995년 제16회 청룡영화상 최우수작품상
- 1996년  제1회 씨네21 영화상 올해의 작품상
- 1996년 제1회 씨네21 영화상 올해의 감독상
- 1999년 로카르노국제영화제 청년심사위원상
- 2000년 로카르노영화제 청년비평가상
- 2007년 로마국제영화제 최우수작품상

## 같이 보기
- 한국 영화